# Техерански пазар
Големият покрит пазар на Техеран (на персийски: بازار تهران‎) е покрит пазар в южната част на Техеран, Иран.
Състои се от няколко коридора с обща дължина около 10 км, като всеки от тях се специализира в определен вид стоки. Има няколко входа, като главният е Sabze-Meydan. Той е много повече от магазини на едно място, според някои това е икономическият двигател на града.

## История
Пазарното строителство в Иран има хилядолетна история. Представлява лабиринт от оживени алеи и базари. Иранската архитектура използва изобилна символична геометрия, употребявайки чисти форми, като кръгове и квадрати, а плановете често се основават на симетрични оформления с правоъгълни дворове и зали. Покритите магазини на пазара се простират на десеткилометрова алея и мястото има няколко входа.
Големият покрит пазар на Техеран е изграден по древна традиция. Той е разделен на коридори, всеки специализиран в различни видове стоки, включващи медни изделия, килими, хартия, подправки, благородни метали. На пазара работят и по-дребни търговци, продаващи всякакви стоки. Днес, в допълнение към традиционните продукти, могат да се закупят и по-модерни.
Докато сегашният пазар се асоциира с времето от 19 век до наши дни, корените му датират от много по-отдавна. Въпреки че до голяма степен Техеранският пазар разчита на това свое историческо наследство, голяма част от него е построена в наши дни. Най-старите останали сгради и коридори надхвърлят 400 години, като много от тях са възстановени през последните 200 години. В този смисъл настоящият Техерански пазар е един от най-големите в Близкия изток. По-старите му части, обикновено са сходни в архитектурен стил, докато създадените през 20 век често изглеждат значително по-различно.
В опит да се повиши престижа на пазара, в края на 20 век са предприети проекти за реставрацията и разкрасяването му.

## Пазарът днес
Днес големият покрит пазар на Техеран все още е важно място за търговия, въпреки че голяма част от търговията и финансите на града са преместени в други части на столицата. Пазарът е най-натоварен по обяд и между 17:00 и 19:00 часа.

## Галерия
- Протести през юни 2018
- Един от входовете към пазара
- Пазарът отвътре